# Grobnik vára
Grobnik vára (horvátul: Grad Grobnik), vár Horvátországban, a Fiume mellett fekvő Grobnik falu központjában.

## Fekvése
Grobnik várának falai a település központjában, a plébániatemplom közvetlen közelében állnak.

## Története
Az ókori libur civilizáció legismertebb emlékei az egykori erődített települések és a jól védhető helyeken épített várak maradványai. A 4. században a várak és őrtornyok láncolata Fiumétól (Tarsatica) a szlovéniai Vrhnikiig (Nauportus) húzódott és maradványaik számos településen fennmaradtak a grobniki uradalom területén. Bár ez a védelmi rendszer feltételezhetően már az ókorban is megvolt, mára fennmaradt formája a középkorban alakult ki. Ennek a védelmi rendszernek Grobnik vára volt a kulcsa, mely a Vinodol felé szétágazó utakat és vidéküket ellenőrizte. Grobnik vára római erődítmény alapjain valószínűleg a 10. században, még a horvát nemzeti királyok idején épült. A Vinodoli Hercegség legnyugatibb vára volt. Neve 1288-ban a feudális Európa egyik legrégibb jogi jellegű forrásában, a glagolita írással írott horvát nyelvű vinodoli törvénykönyvben bukkan fel először. A grobniki uradalom magában foglalta az egész grobniki mezőt és a környező határvidéket, melynek urai 1225 és 1566 között a Frangepánok, majd később a Zrínyiek voltak, akik 1671-ig voltak birtokosai. Ezután 1725-ig a császári kamara, 1766-ig a Perlas grófok, 1872-ig a Batthyányak, majd 1945-ig amikor államosították a Turn-Taxis család birtoka volt. A hagyomány szerint a vár alatti Grobniki mezőn győzték le a horvátok 1241-ben a tatár sereget, erre azonban semmilyen történeti bizonyíték nem áll rendelkezésre. Grobnik jelentősége különösen az 1493-as udbinai csata után nőtt meg, amikor egyházi központtá is vált. A török által lerombolt Modrus helyett megalapították a grobniki káptalant, mely a 18. század végéig működött. Grobnik vára a török elleni védelem egyik legfontosabb láncszeme volt, erődítéseinek többsége a 15. és 17. század között épült.

## A vár mai állapota
A vár háromszög alaprajzú sarkain tornyokkal és féltornyokkal, melyek biztonságát még egy körítőfal fokozza. A falak legnagyobb része a 15. és 17. század között épült. A délnyugati torony földszintjén található a Szent Ilona kápolna máig fennmaradt reneszánsz kapuzatával. A belső udvaron gótikus kút áll, melyet a Frangepánok és a korbáviai hercegek 15. századi címere díszít. A grobniki vár a felújításoknak köszönhetően jó állapotban maradt fenn, ma főként kulturális központkánt működik. Vonzó turisztikai célpont az ide látogatók számára. Többek közt gazdag néprajzi gyűjtemény, képgaléria és étterem található benne.